# Arbeidsovereenkomst
De arbeidsovereenkomst  is de overeenkomst waarbij de ene partij, de werknemer, zich verbindt in dienst van de andere partij, de werkgever, tegen loon gedurende zekere tijd arbeid te verrichten.
In een arbeidscontract worden meestal zaken opgenomen die ook de rechtspositie regelen en de rechten en plichten van zowel de werknemer(s) als de werkgevers(s) worden hierin opgenomen. Hier inbegrepen zijn bijvoorbeeld wat de werkzaamheden zijn, wat de vergoeding is die de werknemer ervoor ontvangt, een proeftijd, de termijn van het contract, en bedingen.
De exacte invulling van een arbeidsovereenkomst is afhankelijk van gebruiken die per land kunnen verschillen, alsmede afhankelijk zijn van de wetten en voorschriften die de overheid hieraan stelt. Een arbeidsovereenkomst in België en Nederland wordt beschreven op:
- Arbeidsovereenkomst (Nederland)
- Arbeidsovereenkomst (België)